# Czernomorskij (rejon siewierski)
Czernomorskij (ros. Черноморский) – osiedle typu miejskiego w Rosji, w Kraju Krasnodarskim, w rejonie siewierskim. W 2010 liczyło 8626 mieszkańców.